# Danh sách xã thuộc tỉnh Quảng Trị
Dưới đây là danh các xã thuộc tỉnh Quảng Trị hiện nay.
| Xã           | Trực thuộc        | Diện tích (km²) | Dân số (người) | Mật độ dân số (người/km²) | Thành lập |
| ------------ | ----------------- | --------------- | -------------- | ------------------------- | --------- |
| A Bung       | Huyện Đakrông     |                 |                |                           |           |
| A Dơi        | Huyện Hướng Hóa   |                 |                |                           |           |
| A Ngo        | Huyện Đakrông     |                 |                |                           |           |
| A Vao        | Huyện Đakrông     |                 |                |                           |           |
| Ba Lòng      | Huyện Đakrông     |                 |                |                           |           |
| Ba Nang      | Huyện Đakrông     |                 |                |                           |           |
| Ba Tầng      | Huyện Hướng Hóa   |                 |                |                           |           |
| Cam Chính    | Huyện Cam Lộ      |                 |                |                           |           |
| Cam Hiếu     | Huyện Cam Lộ      |                 |                |                           |           |
| Cam Nghĩa    | Huyện Cam Lộ      |                 |                |                           |           |
| Cam Thành    | Huyện Cam Lộ      |                 |                |                           |           |
| Cam Thủy     | Huyện Cam Lộ      |                 |                |                           |           |
| Cam Tuyền    | Huyện Cam Lộ      |                 |                |                           |           |
| Đakrông      | Huyện Đakrông     |                 |                |                           |           |
| Gio An       | Huyện Gio Linh    |                 |                |                           |           |
| Gio Hải      | Huyện Gio Linh    |                 |                |                           |           |
| Gio Mai      | Huyện Gio Linh    |                 |                |                           |           |
| Gio Mỹ       | Huyện Gio Linh    |                 |                |                           |           |
| Gio Quang    | Huyện Gio Linh    |                 |                |                           |           |
| Gio Sơn      | Huyện Gio Linh    |                 |                |                           |           |
| Hải An       | Huyện Hải Lăng    |                 |                |                           |           |
| Hải Bình     | Huyện Hải Lăng    |                 |                |                           |           |
| Hải Chánh    | Huyện Hải Lăng    |                 |                |                           |           |
| Hải Dương    | Huyện Hải Lăng    |                 |                |                           |           |
| Hải Định     | Huyện Hải Lăng    |                 |                |                           |           |
| Hải Hưng     | Huyện Hải Lăng    |                 |                |                           |           |
| Hải Khê      | Huyện Hải Lăng    |                 |                |                           |           |
| Hải Lâm      | Huyện Hải Lăng    |                 |                |                           |           |
| Hải Lệ       | Thị xã Quảng Trị  | 65,77           |                |                           |           |
| Hải Phong    | Huyện Hải Lăng    |                 |                |                           |           |
| Hải Phú      | Huyện Hải Lăng    |                 |                |                           |           |
| Hải Quy      | Huyện Hải Lăng    |                 |                |                           |           |
| Hải Sơn      | Huyện Hải Lăng    |                 |                |                           |           |
| Hải Thái     | Huyện Gio Linh    |                 |                |                           |           |
| Hải Thượng   | Huyện Hải Lăng    |                 |                |                           |           |
| Hải Trường   | Huyện Hải Lăng    |                 |                |                           |           |
| Hiền Thành   | Huyện Vĩnh Linh   |                 |                |                           |           |
| Húc          | Huyện Hướng Hóa   |                 |                |                           |           |
| Húc Nghì     | Huyện Đakrông     |                 |                |                           |           |
| Hướng Hiệp   | Huyện Đakrông     |                 |                |                           |           |
| Hướng Lập    | Huyện Hướng Hóa   |                 |                |                           |           |
| Hướng Linh   | Huyện Hướng Hóa   |                 |                |                           |           |
| Hướng Lộc    | Huyện Hướng Hóa   |                 |                |                           |           |
| Hướng Phùng  | Huyện Hướng Hóa   |                 |                |                           |           |
| Hướng Sơn    | Huyện Hướng Hóa   |                 |                |                           |           |
| Hướng Tân    | Huyện Hướng Hóa   |                 |                |                           |           |
| Hướng Việt   | Huyện Hướng Hóa   |                 |                |                           |           |
| Kim Thạch    | Huyện Vĩnh Linh   |                 |                |                           |           |
| Lìa          | Huyện Hướng Hóa   |                 |                |                           |           |
| Linh Trường  | Huyện Gio Linh    |                 |                |                           |           |
| Mò Ó         | Huyện Đakrông     |                 |                |                           |           |
| Phong Bình   | Huyện Gio Linh    |                 |                |                           |           |
| Tà Long      | Huyện Đakrông     |                 |                |                           |           |
| Tà Rụt       | Huyện Đakrông     |                 |                |                           |           |
| Tân Hợp      | Huyện Hướng Hóa   |                 |                |                           |           |
| Tân Lập      | Huyện Hướng Hóa   |                 |                |                           |           |
| Tân Liên     | Huyện Hướng Hóa   |                 |                |                           |           |
| Tân Long     | Huyện Hướng Hóa   |                 |                |                           |           |
| Tân Thành    | Huyện Hướng Hóa   |                 |                |                           |           |
| Thanh        | Huyện Hướng Hóa   |                 |                |                           |           |
| Thanh An     | Huyện Cam Lộ      |                 |                |                           |           |
| Thuận        | Huyện Hướng Hóa   |                 |                |                           |           |
| Triệu Ái     | Huyện Triệu Phong |                 |                |                           |           |
| Triệu Cơ     | Huyện Triệu Phong |                 |                |                           |           |
| Triệu Đại    | Huyện Triệu Phong |                 |                |                           |           |
| Triệu Độ     | Huyện Triệu Phong |                 |                |                           |           |
| Triệu Giang  | Huyện Triệu Phong |                 |                |                           |           |
| Triệu Hòa    | Huyện Triệu Phong |                 |                |                           |           |
| Triệu Long   | Huyện Triệu Phong |                 |                |                           |           |
| Triệu Nguyên | Huyện Đakrông     |                 |                |                           |           |
| Triệu Phước  | Huyện Triệu Phong |                 |                |                           |           |
| Triệu Tài    | Huyện Triệu Phong |                 |                |                           |           |
| Triệu Tân    | Huyện Triệu Phong |                 |                |                           |           |
| Triệu Thành  | Huyện Triệu Phong |                 |                |                           |           |
| Triệu Thuận  | Huyện Triệu Phong |                 |                |                           |           |
| Triệu Thượng | Huyện Triệu Phong |                 |                |                           |           |
| Triệu Trạch  | Huyện Triệu Phong |                 |                |                           |           |
| Triệu Trung  | Huyện Triệu Phong |                 |                |                           |           |
| Trung Giang  | Huyện Gio Linh    |                 |                |                           |           |
| Trung Hải    | Huyện Gio Linh    |                 |                |                           |           |
| Trung Nam    | Huyện Vĩnh Linh   |                 |                |                           |           |
| Trung Sơn    | Huyện Gio Linh    |                 |                |                           |           |
| Vĩnh Chấp    | Huyện Vĩnh Linh   |                 |                |                           |           |
| Vĩnh Giang   | Huyện Vĩnh Linh   |                 |                |                           |           |
| Vĩnh Hà      | Huyện Vĩnh Linh   |                 |                |                           |           |
| Vĩnh Hòa     | Huyện Vĩnh Linh   |                 |                |                           |           |
| Vĩnh Khê     | Huyện Vĩnh Linh   |                 |                |                           |           |
| Vĩnh Lâm     | Huyện Vĩnh Linh   |                 |                |                           |           |
| Vĩnh Long    | Huyện Vĩnh Linh   |                 |                |                           |           |
| Vĩnh Ô       | Huyện Vĩnh Linh   |                 |                |                           |           |
| Vĩnh Sơn     | Huyện Vĩnh Linh   |                 |                |                           |           |
| Vĩnh Thái    | Huyện Vĩnh Linh   |                 |                |                           |           |
| Vĩnh Thủy    | Huyện Vĩnh Linh   |                 |                |                           |           |
| Vĩnh Tú      | Huyện Vĩnh Linh   |                 |                |                           |           |
| Xy           | Huyện Hướng Hóa   |                 |                |                           |           |